# Szemőke
A Szemőke női név a szem szóból -őke kicsinyítőképzővel képzett név, így a jelentése szemecske. Ez a név újabb keletű, de az Árpád-korban az alapszóból képzett nevek gyakoriak voltak. Jókai Mór Bálványosvár című regényében régi tündérnévnek mondja.

## Gyakorisága
Az 1990-es években szórványos név, a 2000-es években nem szerepel a 100 leggyakoribb női név között.

## Névnapok
- július 18.[2]
- július 30.[2]